# Архиерейские школы
Архиерейские школы — училища, открытые согласно Духовному Регламенту Петра I 1721 года во всех епархиях Российской империи. Подчинялись школы епархиальному архиерею и содержались за счёт архиерейских домов и сборов с церковных и монастырских земель. Общее управление школами было отнесено к ведению епархиального архиерея и было включено в число дел епархиальной администрации.
Обучение в архиерейских школах было обязательным для всех детей священнослужителей «в надежду священства». Уклонившиеся от обучения могли быть исключены из духовного сословия. При школах находились общежития со строгим порядком по монастырскому образцу с редкими встречами учеников с родными и строгим надзором ректора, префекта (заместителя ректора) и комнатных старших. Программа учёбы была весьма обширна и рассчитана на восемь лет. Программа обучения включала в себя:
- грамматику, рекомендовалось обучение латинскому языку;
- арифметику и геометрию;
- логику и диалектику;
- пиитику и риторику;
- физику и краткую метафизику;
- политику
- богословие (двухгодичный курс).

Развитие архиерейских школ до 1730-х годов шло крайне плохо: не было ни учителей, ни учебных пособий (ограничивались только славянской или латинской грамматикой и букварём Феофана (Прокоповича)). Также ученики не желали поступать в школы: их забирали насильно, иногда приводили под конвоем, были часты случаи побегов из школ. Многие родители не хотели отдавать своих детей в архиерейские школы и всячески способствовали им скрываться от этой «школьной повинности».
В 1730-е годы в архиерейских школах начали вводить более полный курс обучения по примеру Киевской духовной академии. Школы, перешедшие на такую программу, получили статус семинарии, а прочие стали именоваться низшими школами, получившими с 1808 года название духовных училищ.